# Pinfi
Pinfi是一種專門感染Windows執行檔的病毒，經常都伴隨Flash執行檔出現。他是一種polymorphic的病毒，可以寄居在內存裡，並會感染執行檔及螢幕保護程式。此外，它亦會主動搜尋網路連線及同享的磁碟機，並透過這兩種途徑來傳播病毒。
在2005年度，香港有多家學校因為這一隻病毒而使校內很多教學軟件或內聯網系統不能正常運作。

## 外部連結
- Symantec 病毒防禦中心：W32.Pinfi（页面存档备份，存于）